# Sune Lindström
Sune Lindström (født 2. november 1906, død 31. oktober 1989) var en svensk arkitekt.

## Uddannelse
Sune Lindström fik sin uddannelse på Kungliga Tekniska Högskolan i Stockholm 1926-1931. En del af uddannelsen tog han på Bauhausskolen i Dessau.

## Liv og værk
Efter eksamen blev han ansat hos Kooperativa förbundets arkitektkonor. I åren 1937-39 var han chef for HSBs byplansråd, hvor blandt andet bebyggelsen på Reimersholme blev planlagt.
Under sin tid som chefsarkitekt på AB Vattenbyggnadsbyrån (VBB) tegnede han det berømte vandtårn "Svampen" i Örebro (1954-1958). VBB udførte derefter under Lindströms medvirken vandtårne på mange måder og i flere lande, deriblandt i Kuwait 1969-1973 med Kuwait Towers, som han udførte sammen med Malene Björn.
Markant i Stockholms bybillede er højhuset for Wenner-Gren Center (1959) i nord afslutningen af Sveavägen.
Lindström var i årene 1959-1969 professor ved Chalmers tekniska högskola.
- Svampen i Örebro, 1954-1958.
- Wenner-Gren Center i Stockholm, 1959.
- Inifrån utsiktplatsen i Kuwait Towers.